# Maria van Gelre (1380 - na 1427)

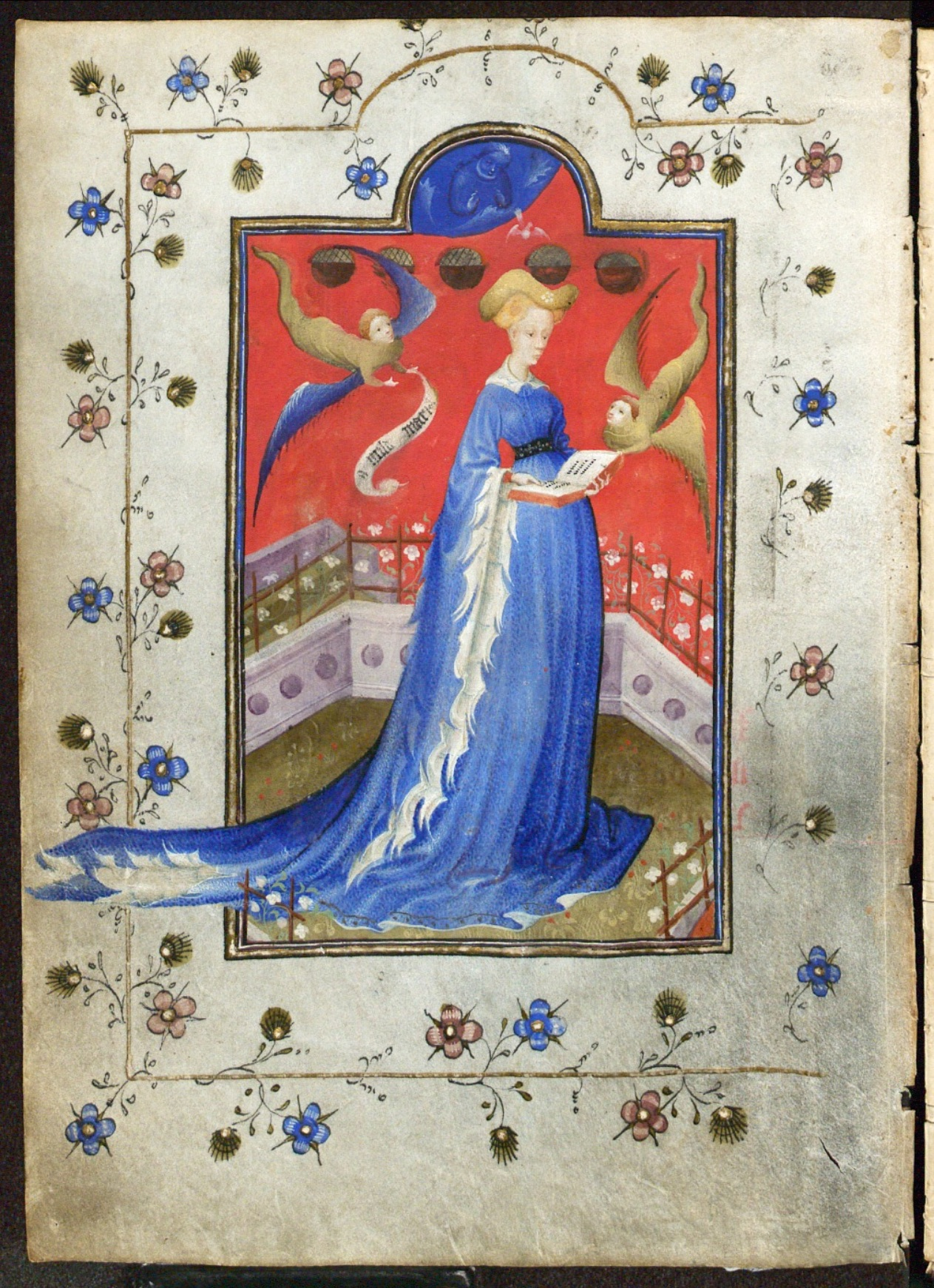
Miniatuur van Maria van Gelre (Berlijn, SBB-PK, mgq42), fol. 19v

Maria van Gelre, geboren Marie d’Harcourt (La Saussaye, 24 februari 1380 - in of na 1428 maar voor 1434) was vanaf 1405 hertogin van Gelre. Maria is vooral bekend door het gebedenboek dat ze heeft laten maken en dat gezien wordt als een van de belangrijkste kunstschatten uit laatmiddeleeuws Gelre.

## Jeugd
Maria van Gelre werd geboren als Marie d’Harcourt op 24 februari 1380 in La Saussaye in Normandië als dochter van Jean VI, graaf van Harcourt en Aumale en Catherine de Bourbon (1342-1427). Zij was een nicht in de eerste graad van de broers koning Karel VI van Frankrijk (Karel de Waanzinnige) en hertog Lodewijk I van Orléans.
Over haar jeugd is maar weinig bekend. Vanaf ongeveer 1397 verbleef ze aan het hof van hertog Lodewijk I van Orléans als hofdame van zijn echtgenote, Valentina Visconti. In die jaren werd Karel van Orléans geboren, de zoon van Lodewijk I en Valentina Visconti, die vooral bekend is gebleven vanwege de gedichten die hij schreef tijdens zijn krijgsgevangenschap in Londen. Marie d'Harcourt was betrokken bij zijn opvoeding.

## Huwelijk
Op 5 mei 1405 trouwde Marie d'Harcourt met Reinoud IV van Gelre, hertog van Gelre en Gulik en graaf van Zutphen. Vanaf dat moment was ze hertogin Maria van Gelre. Het huwelijk werd voltrokken in Crécy. Lodewijk I van Orléans betaalde een zeer forse bruidsschat van 30.000 oude schilden (een gouden Franse munt, ook wel zetelaar genaamd), die bij kinderloosheid terugbetaald moest worden. Het huwelijk diende de politieke banden tussen Frankrijk en het hertogdom Gelre te verstevigen en Maria moest zorgen voor een wettelijke erfgenaam. Reinoud IV had wel kinderen, maar die waren allemaal buitenechtelijk en kwamen dus niet in aanmerking om de dynastie in Gelre voort te zetten.
Dit politieke huwelijksproject mislukte.  Reeds in 1407 vielen door de moord op Lodewijk I de wederzijdse politieke belangen weg. Eind 1410 werd duidelijk dat Maria haar man geen kinderen kon schenken waarmee het Gelders-Gulikse huis uit zou sterven. 
Op 25 juni 1423 overleed Reinoud plotseling bij Terlet (op de Veluwe), terwijl hij te paard onderweg was van Hattem naar zijn burcht Rosendael. Hiermee was het einde van de dynastie een feit.
Er brak een erfopvolgingsstrijd uit. Maria was niet langer hertogin van Gelre en vertrok naar de gebieden die haar als weduwengoed waren toegewezen. Deze gebieden lagen in het zuidelijke Nederrijngebied, in het hertogdom Gulik.
Ze hertrouwde in 1426 met de twintig jaar jongere Ruprecht (Robrecht) von Jülich-Berg, zoon van Adolf van Gulik-Berg, die met dit huwelijk zijn aanspraken op Gelre probeerde kracht bij te zetten. Voor dit huwelijk was dispensatie van de paus nodig.
Haar exacte sterfdatum is onbekend. De laatst bekende vermelding van Maria dateert uit een brief van 9 oktober 1428. In 1431 werd ze in een zielmis herdacht. Zij moet dus overleden zijn in of na 1428 en voor 1431. Het is onbekend waar ze is begraven, al wordt vaak Nideggen genoemd. Uit een brief uit 1431 blijkt dat ze daar niet begraven kan zijn.

## Gebedenboek
Maria van Gelre is vooral bekend door het gebedenboek dat ze heeft laten maken rond 1415 en laten aanpassen rond 1423-1426.

## Musea
In 2018 was er in museum Het Valkhof te Nijmegen een expositie met als titel 'Ik, Maria van Gelre'.
De stichting Het Woud der Verwachting toonde op de tentoonstelling een replica van de houppelande (jurk) van Maria van Gelre.